# Soga Maina
Soga Maina (* 3. September 1978 auf Amerikanisch-Samoa) ist ein ehemaliger amerikanisch-samoanischer Fußballspieler auf der Position des Stürmers. Er war zuletzt bei Pago Youth und in der amerikanisch-samoanischen Fußballnationalmannschaft aktiv.

## Karriere

### Verein
Seine Karriere auf Vereinsebene verbrachte Maina in seiner amerikanisch-samoanischen Heimat, wo er ab dem Jahr 2000 im Kader des Hauptstadtvereins Pago Youth stand. Ob er dem Verein bereits davor angehörte, ist aus den Quellen ebenso nicht ersichtlich wie genaue Daten über die Anzahl seiner Einsätze. Hier nahm er, an der Seite von  Soe Falimaua und Savaliga Afu, an der erstklassigen FFAS Senior League teil, konnte jedoch keine Erfolge erzielen. Auch in den folgenden sieben Spielzeiten konnte er mit der Mannschaft keine Vereinstitel gewinnen. Erst am Ende seiner Karriere, in der Saison 2008, gewann er an der Seite von Uasilaʻa Heleta seine erste Landesmeisterschaft. Ob Maina seine Vereinskarriere nach Ablauf der Saison im Jahr 2008 beendete, weiterhin im Kader von Pago Youth verblieb oder zu einem anderen Verein wechselte und dort seine Karriere fortführte, ist nicht bekannt. 

### Nationalmannschaft
Sein Debüt für die amerikanisch-samoanische Fußballnationalmannschaft gab Maina am 7. April 2001, im Rahmen der Qualifikation zur Fußball-Weltmeisterschaft 2002 unter Trainer Tunoa Lui, gegen die Auswahl von Fidschi (13:0). Sein letztes Spiel im Trikot der Boys from the Territory absolvierte er zwei Tage später, im WM-Qualifikationsspiel unter selbigen Trainer, gegen die Auswahl des pazifischen Inselstaates Samoa (0:8). Insgesamt absolvierte er zwei Länderspiele, ein Tor gelang ihn dabei nicht. Zwar gehörte er am 11. April 2001, neben Torhüter Nicky Salapu, Ben Falaniko und Darrell Ioane, zum Aufgebot der Mannschaft, die bei der 0:31-Niederlage gegen Australien die höchste jemals erzielte Niederlage in einem Fußball-Länderspiel zweier A-Nationalmannschaften hinnehmen musste, selbst kam er dabei jedoch nicht zum Einsatz.

### Erfolge
Amerikanisch-samoanischer Meister (1): 2008